# Bleu du Haut-Jura
Bleu du Haut-Jura, även känd under namnen Bleu de Gex och Bleu de Septmoncel, är en fransk blågrön mögelost. Den görs av opastöriserad mjölk från kor som betat i Jurabergen. Det sägs att korna fick med sig ostens mögel från betesmarkerna men nu tillsätts sporer av grönmöglet Pennicillum glaucum till mjölken. Osten har en naturlig skorpa. I skorpan finns små hål i vilka luft har sprutats in med en spruta under mognadsprcessen för att främja mögeltillväxten. Skorpan har ett tunt vitt lager med mögel som försiktigt torkas av innan osten äts. I regionen äts osten traditionellt med kokt potatis. Osten är vanligtvis rund med en diameter av 36 centimeter. Höjden varierar och vikten är omkring 7,5 kg.